# Robert Kočarjan

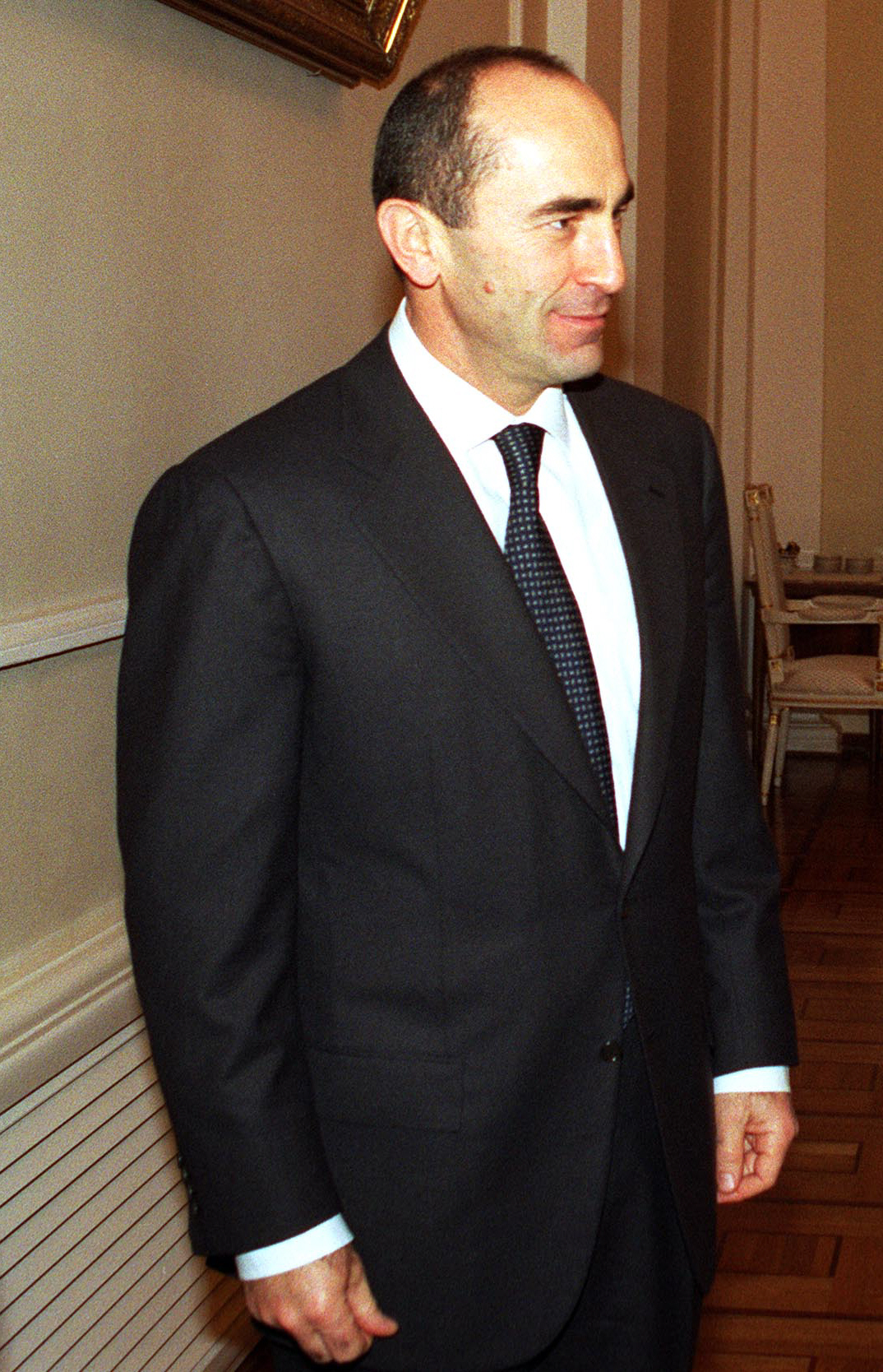
Robert Kočarjan

Robert Sedraki Kočarjan (arménsky Ռոբերտ Սեդրակի Քոչարյան; * 31. srpna 1954, Stěpanakert) je arménský politik, v letech 1994–1997 prezidentem Náhorněkarabašské republiky, 1997–1998 předsedou vlády Arménské republiky a 1998–2008 jejím druhým prezidentem.

## Život a kariéra

### Mládí a studia
Kočarjan se narodil ve Stěpanakertu v Náhorním Karabachu, tehdejší autonomní oblasti Ázerbájdžánské SSR. Zde absolvoval také střední školu. V letech 1972 až 1974 sloužil v Rudé armádě. Se svojí ženou Bellou mají tři děti. Hovoří plynně rusky a anglicky.
Kočarjan začal svou kariéru roku 1971 jako strojník ve stěpanakertském elektrotechnickém závodě. Po kariéře soustružníka se stal strojním inženýrem. V roce 1982 absolvoval s vyznamenáním elektrotechnický seminář na Jerevanském polytechnickém institutu.

### Politická činnost
Kočarjan se zapojil do politiky po vzniku hnutí za připojení jeho rodného Náhorního Karabachu k Arménské SSR. V 80. letech zastával různé posty v organizacích Komsomolu a sovětských orgánech v Náhorním Karabachu. V únoru 1988 se stal jedním z lídrů karabašské politiky jako člen hnutí Krunk. Po zániku tohoto hnutí vstoupil do organizace Miatsum (Sjednocení). Jeho vlivné politické styky jej vynesly na pozice sovětské politiky a roku 1989 se stal poslancem Nejvyššího sovětu Arménské SSR. V roce 1991 se stal poslancem prvního shromáždění Nejvyššího sovětu Republiky Náhorní Karabach.
Po rozpadu Sovětského svazu upadl Náhorní Karabach do stavu totální války. Když v srpnu 1992 Ázerbájdžánská armáda obsadila půlku území Náhorního Karabachu, stal se Kočarjan předsedou Státního obranného výboru a prvním premiérem Republiky Náhorní Karabach (RNK). Mobilizoval síly a podařilo se mu obsadit území díky podpoře Arménie. 12. května 1992 bylo vyhlášeno neoficiální příměří a 10. prosince se Náhorní Karabach vyhlásil nezávislým státem, který nikdy neuznal žádný členský stát OSN ani samotná Arménie. Boje však pokračovaly dále až do května 1994, kdy bylo vyhlášeno oficiální příměří – spory o toto území však přetrvávají. Kočarjan byl 24. prosince z usnesení Nejvyššího sovětu RNK ustaven jeho prezidentem.
Dne 20. března 1997 opustil post prezidenta RNK, protože byl zvolen premiérem Arménie. V únoru 1998 byl arménský prezident Levon Ter-Petrosjan přinucen odstoupit kvůli ústupkům Ázerbájdžánu při řešení konfliktu v Náhorním Karabachu, které spousta Arménů považovala za potupné. Klíčoví ministři arménské vlády, vedení Kočarjanem, odmítli mírový plán, přednesený mezinárodními zprostředkovali v září 1997. Plán, přijatý Petrosjanem a Ázerbájdžánem, počítal s postupným urovnáním konfliktu, avšak neřešil otázku uznání statusu Náhorního Karabachu. Tato dohoda také předpokládala návrat mnoha Arménií kontrolovaných území v Karabachu zpět do rukou Ázerbájdžánu a uvolnění Ázerbájdžánské a turecké blokády Arménie. Dnes je ta samá dohoda – ve své době považovaná za kapitulantskou – základem jednání Roberta Kočarjana.
Po rezignaci Levon Ter-Petrosjana byl v předčasných prezidentských volbách 30. března 1998 Kočarjan zvolen druhým arménským prezidentem. Porazil tak svého největšího rivala Karena Demirčijana.

### Prezidentství
V úřadu prezidenta Kočarjan dále pokračoval v jednání o mírovém řešení konfliktu v Karabachu s Ázerbájdžánským prezidentem Ilhamem Alijevem. Rozhovory mezi Alijevem a Kočarjanem byly také vedlejším tématem na summitu Společenství nezávislých států (SNS) v září 2004 v kazašské Astaně. Jeden z návrhů údajně počítal se stažením okupačních sil z Ázerbájdžánských území sousedících s Náhorním Karabachem, vyhlášením referenda v Náhorním Karabachu a rozhodnutí Ázerbájdžánu, týkajícího se další budoucnosti regionu. Ve dnech 10. až 11. února 2006 se Kočarjan a Alijev sešli ve francouzském Rambouillet, aby projednali základní principy urovnání konfliktu – stažení okupačních vojsk, rozmístění mezinárodních mírových jednotek a uznání statusu Náhorního Karabachu. Během období před touto schůzkou vyjadřoval místopředseda Minské skupiny OBSE opatrný optimismus, že určitá forma dohody je možná. Francouzský prezident Jacques Chirac se setkal odděleně s oběma lídry a vyjádřil naději, že rozhovory budou plodné. Na rozdíl od původního optimismu však rambouilletská jednání nepřinesla žádnou dohodu s klíčovými body jako např. uznání statusu Náhorního Krabachu nebo stažení arménských vojsk. Jednání nadále pokračují, zapojil se do nich také ruský prezident Vladimir Putin.
V roce 2001, v rozhovoru pro Turkish Daily News, vyjádřil Kočarjan naději v rozšíření arménské genocidy do povědomí ostatních států mezinárodního společenství.
Dne 5. března 2003 byl Kočarjan znovu zvolen prezidentem Arménie. Jeho znovuzvolení bránila některá tvrzení o zfalšování voleb ze strany jeho protikandidátů, avšak do funkce byl nakonec jmenován, protože tato obvinění se nepotvrdila. Na začátku roku 2004 se objevily hlasy žádající odstoupení Kočarjana. Demonstranti vedení opozicí vyšli do ulic podpořit požadavek na referendum o Kočarjanově rezignaci.
Dne 9. dubna 2008 skončilo jeho prezidentské funkční období.

### Po prezidentské období
Dne 26. června 2009 byl zvolen ředitelem ruské investiční společnosti AFK Sistema.
V roce 2015 vystoupil proti změnám ústavy Arménie.

## Vyznamenání
- velkokříž Řádu Vitolda Velikého – Litva, 24. června 2002[1]
- Řád bílé orlice – Polsko, 30. srpna 2004[1][2]
- velkokříž Řádu čestné legie – Francie[1]
- Řád cti – Gruzie[1]
- velkostuha Národního řádu cedru – Libanon[1]
- velkokříž Řádu Spasitele – Řecko[1]